# Esperanto riformato
L'esperanto riformato fu una versione riformata dell'esperanto creata nel 1894 da Ludwik Lejzer Zamenhof. È noto per essere stato il solo esperantido completo realizzato dal creatore originale dell'esperanto. Nonostante Zamenhof fosse dichiaratamente contrario ai cambiamenti, venne sottoposto a pressioni considerevoli (anche finanziarie) per rispondere alle varie  riforme proposte da altri. Riluttante, decise di presentare egli stesso un dialetto riformato e decise di continuare a guidare la comunità, indipendentemente dal fatto che le riforme sarebbero state accettate o meno.
Nonostante Zamenhof inizialmente avesse definito la sua riforma un tentativo sistematico di ricreare la lingua alla luce di oltre sei anni di esperienza pratica, solo una piccola parte della comunità esperantista del tempo la accettò nella sua totalità. Zamenhof stesso in seguito rifiutò l'intero progetto e in riferimento al 1894 ebbe a definirlo 'un anno sprecato'. Nel 1907 rifiutò espressamente di concedere il permesso di ripubblicare le riforme proposte. Nel 1929 Johannes Dietterle citò questo rifiuto come una giustificazione per l'omissione dei dettagli inerenti al  progetto di riforma dalla sua collezione dell'opera completa di Zamenhof, Originala Verkaro.
Alcune delle proposte di riforma del 1894, come la sostituzione del plurale -oj con -i, la rimozione dei segni diacritici e dell'accordo tra sostantivi ed aggettivi, furono in seguito riutilizzate nel progetto di riforma che nel 1907 avrebbe dato vita all'ido, ma non furono accettate dalla comunità esperantista e l'esperanto cambiò veramente poco dalla pubblicazione del Fundamento de Esperanto di Zamenhof del 1905.

## Principali modifiche proposte
1. Le lettere con l'accento circonflesso (^) avrebbero dovuto sparire, insieme alla maggior parte dei suoni corrispondenti.
2. La "c" avrebbe dovuto assumere la pronuncia della vecchia "ŝ"; la "z" quella della vecchia "c", i.e. di "ts".
3. L'articolo determinativo avrebbe dovuto essere eliminato.
4. L'accusativo avrebbe dovuto avere la stessa forma del nominativo e sarebbe stato distinto da quest'ultimo in base alla posizione.
5. Per formare il plurale dei sostantivi si avrebbe dovuto rimpiazzare la -o con -i, invece di aggiungere -j.
6. Gli aggettivi avrebbero dovuto assumere il finale degli avverbi -e, e sarebbero dovuti essere invariabili, distinguibili in base alla posizione.
7. Il numero dei participi avrebbe dovuto essere ridotto da sei a due.
8. La tabella dei correlativi sarebbe stata rimpiazzata con le parole o le frasi prese dalle lingue romanze.
9. Le radici della lingua avrebbero dovuto cambiare per riflettere il nuovo alfabeto.
10. Le radici della lingua non derivate dal latino o dalle lingue romanze avrebbero dovuto essere rimpiazzate con queste ultime.

## Estratto comparativo
Il Padre Nostro in entrambe le versioni dell'esperanto per una comparazione:
| Versione riformata dell'esperanto: Patro nose, kvu esten in cielo, Sankte estan tue nomo. Venan reksito tue, estan vulo tue, kom in cielo, sik anku sur tero. Pano nose omnudie donan al nos hodiu e pardonan al nos debi nose, kom nos anku pardonen al nose debenti; ne kondukan nos versu tento, sed liberigan nos de malbono. | Versione standard dell'esperanto: Patro nia, kiu estas en la ĉielo, Via nomo estu sanktigita. Venu Via regno, plenumiĝu Via volo, kiel en la ĉielo, tiel ankaŭ sur la tero. Nian panon ĉiutagan donu al ni hodiaŭ. Kaj pardonu al ni niajn ŝuldojn, kiel ankaŭ ni pardonas al niaj ŝuldantoj. Kaj ne konduku nin en tenton, sed liberigu nin de la malbono. |

La versione riformata utilizza le radici revisionate da Zamenhof.

## Bibliografio
- (EO)  Antaŭen al la laboro! Plena Verkaro de Zamenhof, kajero 3.  Kyoto: Ludovikito, 1974.